# Pedro Soler
Pour les articles homonymes, voir Soler.
Pedro Soler, de son vrai nom Pierre Alfred Genard (né le 8 juin 1938 à Narbonne, dans l'Aude, et mort le 3 août 2024 à Molitg-les-Bains, dans les Pyrénées-Orientales), est un guitariste français de flamenco.

## Biographie
Pierre Alfred Genard naît le 8 juin 1938 à Narbonne et grandit à Toulouse. Dès l'âge de 17 ans, il monte sur scène aux côtés de musiciens de flamenco confirmés. En 1963, il enregistre son premier disque, Les Riches heures du flamenco, avec La Joselito, Pepe el de la Matrona et El Niño De Almaden.
Durant sa carrière, il joue avec de nombreuses vedettes de la scène flamenco : Pericón de Cádiz, Rafael Romero Romero, Bernardo de los Lobitos, José Maria Rodriguez, Jacinto Almadén, Pepe Badajóz, Pepe el de la Matrona, Juan Varea, Enrique Morente, Inés Bacán, Atahualpa Yupanqui, Nonato Luiz, Maria Bethânia, Germaine Montero et Maria Casarès. Il excelle aussi dans l’accompagnement de la danse, avec occasionnellement Carmen Amaya, La Chunga, mais c'est surtout de La Joselito qu'il tient son école,.
Il joue et enregistre aussi des musiques world avec Renaud Garcia-Fons, Raúl Barboza, Ravi Prasad, Michel Doneda, Ramón López et Beñat Achiary.
Il est directeur artistique du festival Guitares au Palais, au Palais des rois de Majorque, de Perpignan, dans les Pyrénées-Orientales.
Il meurt le 3 août 2024 à Molitg-les-Bains, à l'âge de 86 ans. Il décède d'un infarctus lors de sa cure thermale annuelle.

## Vie personnelle
Pedro Soler vivait à Banyuls-sur-Mer, où il a joué encore une semaine avant son décès. Son fils est le violoncelliste Gaspar Claus. Sa fille est l'artiste peintre et vidéaste Clara Claus.

## Discographie
- Pedro Soler, El Niño De Almaden, Pepe De La Matrona, La Joselito. Les Riches heures du flamenco
- Pepe de la Matrona. Grands cantaores du Flamenco
- Jacinto Almaden. Grands cantaores du Flamenco
- Arte Flamenco, vol. 1, 2 et 3
- A Flamenco Guitar Recital
- Pedro Soler & Marie-Rose Carlie. Poèmes d'Andalousie et Guitare Flamenca
- Pedro Soler & Nonato Luiz. Diálogo
- La Guitare Flamenco
- Fuentes
- Beñat Achiary. Ene kantu ferde ta urdinak…
- Beñat Achiary, Bernard Lubat, Dominique Regef, Pedro Soler. Lili Purprea
- Juan Varea. Cante Flamenco
- Sombras
- Enrique Orozco & Pedro Soler. Cantaor Sevillano
- Kudsi Erguner & Pedro Soler. L’Orient de l’Occident
- Pedro Soler & Renaud Garcia-Fons. Suite Andalouse
- Le Concert de Nanterre
- Ravi Prasad & Pedro Soler
- Olivier Bensa. Mélopées
- Pedro Soler & Beñat Achiary. Près du cœur sauvage
- Achiary/Bacan/Bekkas/Lopez/Soler. La Cité Invisible - Rencontre à Casablanca
- Luna Negra
- 2011 : Pedro Soler & Gaspar Claus. Barlande
- 2016 : Pedro Soler & Gaspar Claus. Al Viento